# 5mujeres.com
5mujeres.com es un espectáculo teatral, idea de José Miguel Contreras, con varios autores, producido por Globomedia y estrenado el 21 de agosto de 2002 en el Palacio Euskalduna de Bilbao. Desde el 19 de septiembre comenzó a representarse en el Teatro Alcázar de Madrid. La obra se mantuvo en cartel cerca de dos años, hasta el 16 de mayo de 2004, con 530 funciones y medio millón de espectadores, iniciando entonces una gira por el resto de España.

## Argumento
Continuación natural y réplica de la obra 5hombres.com, se trata de cinco monólogos, representados por cinco actrices distintas, en línea con la mecánica del programa de televisión El club de la comedia. En sus alocuciones, las mujeres hablan de todo aquello que les preocupa y, en especial, su relación con los hombres, cada una desde una edad, una psicología y una experiencia vital diversas.

## Elenco
- Pilar Bardem, Beatriz Carvajal, Llum Barrera, Toni Acosta y Nuria González con Ana Milán y Marta González de Vega como hilo conductor, en su estreno en Bilbao y Madrid, con algunas sustituciones posteriores (Eva Hache, Carmen Machi). En Barcelona se estrenó el 20 de febrero de 2003 con el siguiente reparto: Neus Sanz, Ana María Barbany, Rosa Boladeras, Montse Pérez y Carmen Machi.[3] En la gira de 2004 por diferentes ciudades se fueron incorporando nuevas actrices como Alexandra Jiménez, Goizalde Núñez o Cristina Peña.